# Pueyrredón (linea B metropolitana di Buenos Aires)
Pueyrredón è una stazione della linea B della metropolitana di Buenos Aires.
Si trova sotto Avenida Corrientes, nei pressi dell'intersezione con Avenida Pueyrredón, nel barrio di Balvanera. È un'importante stazione di  scambio e permette l'accesso alla stazione Corrientes della linea H.

## Storia
La stazione è stata inaugurata il 17 ottobre 1930, quando fu aperto al traffico il primo segmento della linea Bcompreso tra Callao e Federico Lacroze. Il 5 febbraio 1991 15 persone rimasero ferite in seguito a un tamponamento a catena tra treni.

## Interscambi
Nelle vicinanze della stazione effettuano fermata diverse linee di autobus urbani ed interurbani.
- Fermata metropolitana (Corrientes, linea H)
- Fermata autobus

## Servizi
La stazione dispone di:
- Biglietteria a sportello
- Biglietteria automatica